# (2536) Kozyrev
(2536) Kozyrev (1939 PJ) – planetoida z pasa głównego asteroid okrążająca Słońce w ciągu 3,5 lat w średniej odległości 2,31 j.a. Odkryta 15 sierpnia 1939 roku.